# باهيا
باهيا (بالبرتغالية: Bahia‏) هي ولاية برازيلية.

## الموقع والمدن
هي إحدى الولايات السبع والعشرين الفيدارلية البرازيلية، تقع في الشمال الشرقي وتعبر الولاية الأكثر اتصالاً بالولايات الأخرى ويحدها من الشمال (سيرجيبي، الاغواس، بياوي، بيرنامبوكو) ويحدها من الجنوب ولاية ميناس جيرايس وإسبيريتو سانتو ومن الغرب ولاية توكانتينس وغوياس ومن الشرق المحيط الأطلسي وتعتبر أهم ولاية في الشمال الشرقي وأهم جهة للسواح، عاصمتها مدينة سالفادور.
أهم المدن والبلديات في الولاية من بعد سالفادور، فيرا دا سانتانا، فيتوريا دي كونكويستا، إلهيوس، بورتو سيجورو، باولو الفونسو، كازانوفا.

## الاقتصاد
تعتمد الولاية على صناعة السيارات وقطعها، والمواد الكيماوية، والصناعات النفطية الكيماوية. كما تعتمد على الزراعة، وتربية الحيوانات والسياحـة.

## أعلام
- روبرت دي سوزا ريبيرو
- فابيو كونسيساو أموريم
- يان فيكتور
- روبرت ويليام دي سوزا ريبيرو
- جورج ميراندا دوس سانتوس
- أوتو إدوارد هنري ووكرر
- جبريل سواريس دي سوزا

## الإسلام في باهيا
تعرفت المدينة على الإسلام منذ عهد بعيد حين استقدم البرتغاليون العبيد الأفارقة لاستصلاح تلك المساحات الشاسعة من أرض البرازيل، وشهدت كبرى المعارك بين جنود المملكة البرازيلية والعبيد المسلمين الذين قاموا بثورة شاملة من أجل الحصول على حريتهم وإقامة دولة إسلامية